# Merisor (Bukuresd község)
Merișor románul: Merișor, falu Romániában, Erdélyben, Hunyad megyében.

## Fekvése
Rovina mellett fekvő település.

## Története
Merişor korábban Rovina része volt. 1956-ban vált külön településsé 156 lakossal.
1966-ban 169, 1977-ben 146, 1992-ben 152, a 2002-es népszámláláskor pedig 113 román lakosa volt.